# The Mark of Davis
The Mark of Davis è il quarantaquattresimo album in studio del chitarrista statunitense Buckethead, pubblicato il 31 maggio 2013 dalla Hatboxghost Music.

## Il disco
Quattordicesimo disco appartenente alla serie "Buckethead Pikes", The Mark of Davis è stato pubblicato originariamente senza titolo nel mese di maggio 2013 in edizione limitata, numerata e autografata da Buckethead.
Il 25 gennaio 2014, l'album è stato ufficialmente pubblicato per il formato digitale.

## Tracce
Musiche di Buckethead.
1. Ricochet – 4:41
2. Nebula – 2:13
3. The Canals – 3:45
4. Chickephant – 10:28
5. Dry Ice Screeches – 1:41
6. Death Star Surface – 3:09
7. Tree of Lanterns – 4:57
8. Elephicken – 0:50

## Formazione
- Buckethead – chitarra, basso, programmazione